# Teuleria de l'Aimerich
La Teuleria de l'Aimerich és una antiga bòbila reconvertida en masia al terme de Santa Eugènia de Berga (Osona) inclosa en l'Inventari del Patrimoni Arquitectònic de Catalunya.
Es tracta d'una antiga teuleria o bòbila destinada a fer teules que ha perdut la primitiva funció però continua essent masoveria de l'antic alou de l'Aimerich. Probablement es va construir després de mitjans del segle xviii, quan va créixer molt la vella indústria de la teuleria al terme. Aquesta va deixar de ser l'ocupació tradicional de l'edifici entrat el segle xx, quan a poca distància es va construir una bòbila per a la producció industrial de teules i rajols. Encara conserva una mena de sitja excavada a terra i destinada a pastar-hi la terrissa.
La teuleria de l'Aimerich és una petita masia de planta rectangular, coberta a dues vessants amb el carener perpendicular a la façana la qual està situada a migdia, consta de planta baixa i pis. El portal de la façana és rectangular amb llinda de fusta i presenta un afegitó a cobert a la planta i dues finestres al primer pis. Hi ha finestres de petites dimensions. Els ràfecs són escassos i per l'aparell del mur s'hi observen diverses etapes constructives que van des de la maçoneria, la pedra picada i l'ús del totxo a la part de tramuntana.